# Square Louise-Michel
Square Louise-Michel är en park i Quartier des Grandes-Carrières i Paris 18:e arrondissement, belägen nedanför Sacré-Cœur på Montmartre. Square Louise-Michel är uppkallad efter den franska anarkisten och kommunarden Louise Michel (1830–1905). Tidigare namn på parken var Square Saint-Pierre och Square Willette.

## Omgivningar
- Sacré-Cœur
- Saint-Pierre de Montmartre
- Carrousel de Saint-Pierre
- Place Saint-Pierre
- Montmartres bergbana
- Square Nadar

## Bilder
| - Louise Michel. |

## Kommunikationer
- Bergbana Funiculaire
- Busshållplats Funiculaire – Paris bussnät, linje 40
- Busshållplats Utrillo – Paris bussnät, linje 40

### Webbkällor
- ”Square Louise-Michel”. Paris Info. Paris Convention and Visitors Bureau. https://en.parisinfo.com/paris-museum-monument/71490/Square-Louise-Michel. Läst 27 februari 2021.
- ”Square Louise-Michel”. Les rues de Paris. http://www.parisrues.com/rues18/paris-18-square-louise-michel.html. Läst 27 februari 2021.